# 玉环市文化馆
玉环市文化馆，前身为玉环民众教育馆、玉环县民众教育馆，是中华人民共和国浙江省玉环市的市立文化馆，位于三潭路科技文化中心。

## 沿革
1934年，玉环县民众教育馆创建，首任馆长为董仲升，位于玉环县城南门孔庙。民教馆由三个部分组成，运动场与环山小学合用，花园为重建，馆本部坐北朝南。1935年至1936年，它还举办文化补习班，由董仲升亲自教授英语和中文。期间玉环读书社、烽火社等也在此活动。
1949年，中国人民解放军攻占玉环，同年8月，玉环县人民政府接收玉环县民众教育馆，建立玉环县人民文化馆，朱仁巴担任文化馆的首任馆长。1950年，文化馆迁入县城西门的五福庙内重建。1956年5月，迁入新址。1959年，玉环与温岭并县，原玉环市文化馆改称温岭县第二文化馆，由黄安勋担任负责人。1962年6月，恢复玉环县建制，玉环县文化馆恢复命名，林森木任馆长兼书记。文化大革命初期，县文化馆被诬为“封资修黑窝”。1967年成立革命领导小组，组建了毛泽东思想文艺宣传队。文化大革命结束后重建。1980年，迁入城关文化街南侧。2017年5月，玉环撤县设市，更名为玉环市文化馆。